# Haliophasma adinae
Haliophasma adinae is een pissebed uit de familie Anthuridae. De wetenschappelijke naam van de soort is voor het eerst geldig gepubliceerd in 1980 door Negoescu.